# Маму (провинция)
Маму́ (фр. Mamou) — регион в центральной части Гвинеи. Административный центр — Маму. Площадь — 17 074 км², население — 797 800 человек (2009 год).  

## География
На западе гМамучи  с регионом Киндия, на севере с регионом Лабе, на востоке с регионом Фарана, на юге с государством Сьерра-Леоне.
Географически провинция Маму входит в горный район Фута-Джалон.

## Административное деление
Административно провинция подразделяется на 3 префектуры:
- Далаба
- Маму
- Пита